# Afterhours.FM
Afterhours.FM (AH or Afterhours) è una Internet radio che trasmette musica Trance e Progressive di tanti DJ in tutto il mondo. È stata fondata in Giugno 2006 come hobby da Dan Korzeniowski.
Afterhours.FM è specializzata in musica elettronica e fornisce eventi in diretta da tutto il mondo.
I DJ residenti della radio sono Marcus Schossow, Nic Chagall, Blank & Jones, Ronski Speed, Talla 2XLC, e Sean Tyas.